# Antonio Velao
Antonio Velao Oñate (Madrid, 8 de julio de 1884-Ciudad de México, 10 de mayo de 1959) fue un ingeniero y político español, varias veces diputado y ministro de Obras Públicas durante el período de la Segunda República.

## Biografía
Nació en Madrid en 1884, en el seno de una familia de maestros. 
Ingeniero de profesión, participaría en política durante la etapa de la Segunda República. Se llegó a afiliar a Acción Republicana, partido liderado por Manuel Azaña. En las elecciones de 1931 obtuvo un escaño por la circunscripción de Albacete dentro de la candidatura republicano-socialista. Volvería a presentar su candidatura por Albacete en los comicios de 1933, si bien en esta ocasión no consiguió revalidar su acta de diputado. En las elecciones de 1936, a las que se presentó bajo las siglas de Izquierda Republicana, obtendría un escaño por la circunscripción de Madrid (provincia).
El 13 de mayo de 1936 fue nombrado ministro de Obras Públicas en el gobierno presidido por Santiago Casares Quiroga, cargo que desempeñaría hasta el comienzo de la Guerra civil. Iniciada esta, el 19 de julio de 1936 sería sustituido brevemente por Antonio Lara Zárate en el gobierno «nonato» de Diego Martínez Barrio, si bien ese mismo día volvería a asumir la cartera dentro del gobierno presidido por José Giral hasta su cese unos meses más tarde, en septiembre.
En el cambio de gobierno de abril de 1938 el departamento de Obras Públicas se desgajó del ministerio de Comunicaciones y Transportes, que alcanzaría rango ministerial propio y pasaría a ser desempeñado por Velao Oñate. Desempeñaría esta cartera desde el 5 de abril de 1938 hasta el final de la contienda, en la primavera de 1939.
Tras la guerra marchó al exilio, instalándose en México junto a otros miembros del exilio republicano.